# Le Mystérieux Regard du flamant rose
Pour plus de détails, voir Fiche technique et Distribution.
Le Mystérieux Regard du flamant rose (La misteriosa mirada del flamenco) est un film dramatique belgo-franco-germano-hispano-chilien réalisé par Diego Céspedes et sorti en 2025.
Le film remporte le Prix Un certain regard au festival de Cannes 2025

## Fiche technique
- Titre français : Le Mystérieux Regard du flamant rose[2]
- Titre original espagnol : La misteriosa mirada del flamenco[3],[4],[5]
- Réalisation et scénario : Diego Céspedes
- Musique : Florencia Di Concilio
- Photographie : Angello Faccini
- Montage : Martial Salomon
- Production : Giancarlo Nasi, Justin Pechberty, Damien Megherbi
- Sociétés de production : Quijote Films, Les Valseurs (en), Weydemann Bros Films, Irusoin, Wrong Men
- Société de distribution : Arizona Distribution (France)[6]
- Pays de production :  France (46,49 %),  Allemagne (15,18 %),  Espagne (15,11 %),  Chili (12,37 %),  Belgique (10,85 %)[2]
- Langue originale : espagnol
- Format : couleur — 1,33:1
- Genre : drame
- Durée : 104 minutes
- Dates de sortie :
  - France : mai 2025 (festival de Cannes)[4] ; 7 janvier 2026 (sortie nationale)[6]

## Distribution
- Tamara Cortés
- Matías Catalán : Flamant rose
- Paula Dinamarca
- Claudia Cabezas
- Luis Dubó

## Production
En 2019, Diego Céspedes participe à la résidence de la Cinéfondation de Cannes pour développer son film. En 2020, le projet est accompagné par le programme de soutien Ikusmira Berriak, qui se tient pendant le Festival international du film de San Sebastián. Il remporte le prix TFL de la production au TorinoFilmLab (en) 2020 et reçoit une bourse de production de 50 000 euros. En 2021, il participe également au Sommet des producteurs de l'Institut Sundance. En novembre 2021, il est annoncé que la société de production française Les Valseurs (en) coproduirait le film. Le film est sélectionné pour participer au marché du crédit d'anticipation (« Gap-Financing Market ») de la Mostra de Venise 2022,. En mai 2024, il est annoncé que la société de production allemande Weydemann Bros Films coproduirait le film. En avril 2025, il est annoncé que Charades avait acquis les droits de vente du film à l'international.
Le tournage débute le 20 mai 2024.

## Distinctions

### Récompense
- Festival de Cannes 2025 : Prix Un certain regard